# Râul Șoimu, Iara
Râul Șoimu sau Râul Valea Șoimului este un curs de apă, afluent al râului Iara. 